# Jacob Gideon Ahlberg
Jacob Gideon Nikolaus Ahlberg, född 24 april 1844 i Skara, död 18 februari 1911 i Sunnersbergs församling, var en svensk sjökapten och målare.
Han var son till borgmästaren i Skara Jacob Julius Fredrik Ahlberg. Som konstnär var han autodidakt. Han arbetade som befälhavare på ångfartygen EOS I och EOS II mellan 1867 och 1907, vid sidan av sitt arbete var han verksam som målare. Han medverkade i bland annat i Konstföreningen för södra Sveriges utställning 1883 och i en utställning i Göteborg 1886.
Ahlberg är representerad vid Nationalmuseum och med en större samling vid Vänermuseet.